# Patrick Robert Reid
Patrick Robert Reid, (13 de noviembre de 1910 – 22 de mayo de 1990) fue un oficial del ejército británico y escritor. Como prisionero de guerra durante la Segunda Guerra Mundial, estuvo recluido en el Castillo de Colditz, denominado entonces Oflag IV-C. Reid fue uno de los pocos que lograron escapar de Colditz, cruzando la frontera hacia la neutral Suiza a finales de 1942.
Tras la guerra, Reid se convirtió en diplomático y administrador antes de volver a su carrera como ingeniero civil. Escribió sobre sus experiencias en dos exitosos libros, que se convirtieron en la base de una película, una serie de televisión y un juego de mesa.

## Biografía

### Primeros años y educación
Patrick Reid nació en Ranchi, India, hijo de John Reid y Alice Mabel Daniell. Estudió en la St. Dominic's Preparatory School, Cabra, Condado de Dublín; Clongowes Wood College, Condado de Kildare, y Wimbledon College, Londres, y se graduó en la King's College de Londres en 1932. Posteriormente estudió ingeniería civil, trabajando para Sir Alexander Gibb & Partners de 1934 a 1937, e ingresando como asociado en la Institución de Ingenieros Civiles en 1936.

### Servicio militar
Reid se alistó al Ejército Territorial, siendo nombrado segundo teniente el 16 de junio de 1933. Posteriormente, se unió a la reserva de la Royal Army Service Corps con el mismo rango el 5 de junio de 1935, siendo promocionado a teniente justo tres años después, el 5 de junio de 1938.
Reid fue movilizado para el servicio activo el 24 de agosto de 1939, y sirvió en la segunda división de infantería, siendo promocionado provisionalmente a capitán el 1 de diciembre de 1939. El 27 de mayo de 1940, mientras servía como miembro de la Fuerza Expedicionaria Británica durante la Batalla de Francia. fue capturado por los alemanes cerca de Cassel y enviado al Castillo de Laufen, Baviera, denominado Oflag VII-C, a donde llegó el 5 de junio de 1940
Pocos días después de su llegada, Reid comenzó a planificar su fuga, decidido a regresar a casa por Navidad. Tras siete semanas cavando, Reid y un grupo de prisioneros completaron un túnel de 7,3 m de largo, desde los sótanos de la prisión a un pequeño cobertizo junto a una casa cercana. A las 06:30 del 5 de septiembre de 1940, Reid y otros cinco hombres escaparon dirigiéndose a Yugoslavia, a tan solo 240 kilómetros. Inicialmente, avanzaron de noche campo a través, pero al llegar a terrenos más montañosos se vieron obligados a seguir las carreteras. Los fugitivos fueron capturados cinco días después en Radstadt, Austria, tras haber recorrido 80 kilómetros. Fueron detenidos por unos lugareños, que sospecharon ya que solo uno de ellos hablaba alemán y ninguno llevaba identificación. Reid fue condenado a un mes de confinamiento solitario, bajo una dieta de pan y agua.
Como uno de los Seis de Laufen, Reid fue enviado al Castillo de Colditz, designado Oflag IV-C, un campo especial a prueba de fugas, al que llegó el 10 de noviembre de 1940. No pasó mucho tiempo hasta que Reid intentó una fuga. La noche del 29 de mayo de 1941, tras haber sobornado a un guarda alemán supuestamente dispuesto a mirar a otro lado, doce prisioneros gatearon a través de una tubería de alcantarillado desde la cantina a un patio exterior, en el que planeaban descender un muro de 12 metros, y luego superar otro muro de 3.5 metros coronado con alambre de espino. Sin embargo, aunque el guarda había aceptado el soborno, informó del plan de fuga a sus superiores y los alemanes les esperaban. Tras otra condena de aislamiento, Reid aceptó la posición de oficial de fugas, responsable de supervisar todos los planes de fuga británicos, proporcionando asistencia a muchos intentos de fuga, algunos exitosos, hasta abril de 1942, cuando fue sustituido como oficial de fugas por otro miembro de los Seis de Laufen, el capitán Richard "Dick" Howe.

### Fuga de Colditz

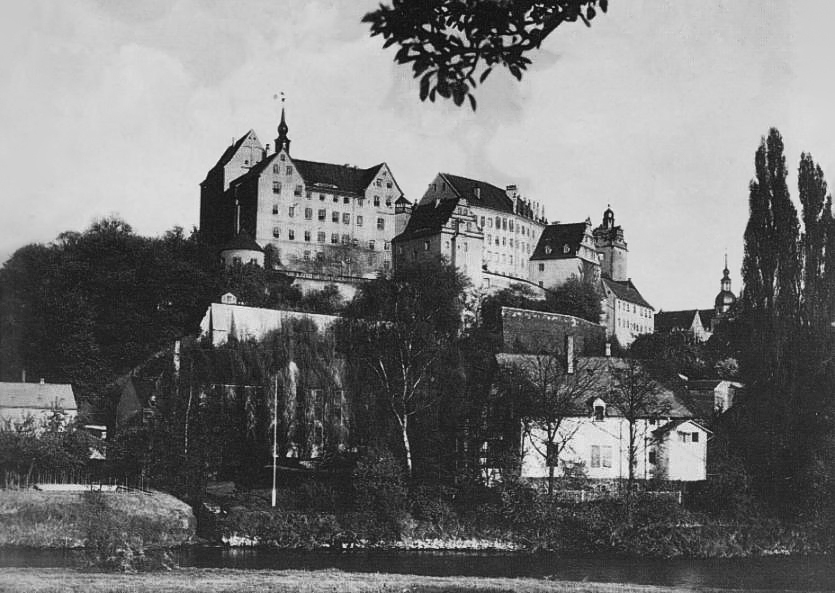
Castillo de Colditz, 1945

Reid tuvo finalmente su oportunidad de escapar la noche del 14 al 15 de octubre de 1942, junto al mayor Ronald Littledale, el teniente comandante William L. Stephens y el teniente de la RAF Howard Wardle. Cortaron los barrotes de una ventana de la cocina de prisioneros y treparon hasta el tejado plano de la cocina alemana. A continuación, cruzaron el iluminado patio exterior, evitando ser vistos por el guarda. Entraron en una bodega de almacenamiento bajo la Kommandantur (cuartel general de la comandancia), gatearon a través de un estrecho pozo de ventilación que llevaba a un foso seco y salieron por el parque.
Esta fuga estuvo mucho mejor preparada que el primer intento de Reid. Por ejemplo, habían creado identidades falsas como trabajadores flamencos para justificar su falta de fluidez al hablar alemán y francés. Se dividieron en parejas, con Reid y Wardle viajando en tren hasta Tuttlingen, cerca de la frontera con Suiza, vía Zwickau y Múnich. Cruzaron la frontera cerca de Ramsen la tarde del 18 de octubre. Stephens y Littledale también viajaron a Tuttlingen por tren, vía Chemnitz, Núremberg y Stuttgart, siguiendo a Reid y Wardle a través de la frontera en la madrugada del 20 de octubre.
Reid permaneció en Suiza hasta el final de la guerra, sirviendo como agregado militar adjunto en Berna desde el 9 de marzo de 1943 hasta principios de 1946 y siendo ascendido a Mayor provisional el 1 de noviembre de 1945. Fue inusualmente discreto sobre sus tareas allí, ya que de hecho trabajaba para el Secret Intelligence Service (MI6), recabando información de los fugitivos que llegaban.

### Posguerra
Reid abandonó el ejército el 29 de marzo de 1947, pero permaneció como reservista hasta que alcanzó la edad de retiro obligatorio el 15 de noviembre de 1965, día en que se le otorgó el rango honorífico de Mayor.
Reid sirvió en la embajada británica en Ankara, Turquía, como primer secretario (comercial) de 1946 hasta 1949, y luego como administrador jefe para la Organización Europea para la Cooperación Económica en París, Francia, hasta 1952.
Finalmente, Reid volvió a su carrera en ingeniería civil, sirviendo como director de las compañías de construcción Richard Costain (Proyectos) Ltd. y Richard Costain (Oriente Medio) Ltd. entre 1959 y 1962, y trabajando para los ingenieros consultores W.S. Atkins & Partners entre 1962 y 1963.

### Vida personal
Reid se casó en tres ocasiones. La primera con la estadounidense Jane Cabot en 1943, mientras servía como agregado militar. Escuchar «¡Pat Reid se ha casado con una heredera americana en Suiza!», como escribió un prisionero en su diario, asombró a quienes seguían cautivos en Colditz, los cuales no habían visto una mujer en años. Tuvieron tres hijos y dos hijas, divorciándose en 1966. Su segundo matrimonio en 1977 con Mary Stewart Cunliffe-Lister finalizó con la muerte de ella en 1978. En 1982 se casó con su tercera esposa, Nicandra Hood, pero se separaron a los pocos años. Reid falleció en el hospital de Frenchay, Bristol, el 22 de mayo de 1990 a los 79 años de edad.

## Galardones
Reid fue condecorado con la Cruz Militar el 4 de mayo de 1943 por su «galante y distinguido servicio en el campo de batalla» durante la Batalla de Francia, ingresando como miembro de la Orden del Imperio Británico (división militar) el 20 de diciembre de 1945.

## Publicaciones
- La historia de Colditz (Versal, 1986) son las memorias de Reid sobre su estancia en Colditz, que posteriormente se convertirían en la base de la película de 1955 El castillo de Colditz (The Colditz Story), dirigida por Guy Hamilton, con John Mills en el papel de Reid y el propio Reid sirviendo como consejero técnico. Aunque el libro se centra principalmente en la vida en Colditz y la creación de la academia de fugas, sus últimos capítulos están dedicados a la fuga del mismo Reid. El libro es una crónica de la vida diaria en prisión, en la que personajes como Douglas Bader y Airey Neave aparecen sin una mención especial, describiendo eventos de una manera anecdótica, casi cómica. El 14 de octubre de 1942 Reid, junto a otros tres oficiales británicos, escapó llegando a la neutral Suiza. Lo que Reid omite en su libro es que escapó usando la ruta Singen de Hans Larive. Larive, teniente de la marina neerlandesa, intentó su primera fuga del Oflag VI-A en Soest en 1940, pero fue apresado en la frontera suiza. El oficial de la Gestapo que le interrogó estaba tan convencido de que Alemania vencería pronto la guerra que contó a Larive la manera segura de cruzar la frontera. Larive memorizó la información, y muchos prisioneros escaparon posteriormente usando su ruta.
- Últimos días en Colditz (Versal, 1986).[10] Mientras su primer libro terminaba con Reid y Wardle dándose la mano bajo el primer poste de luz suizo, la secuela sigue las aventuras y desventuras del comité de fugas hasta la liberación del castillo por tropas estadounidenses el 15 de abril de 1945. Cuenta más anécdotas sobre los eventos que siguieron a su fuga, incluyendo el túnel francés y el planeador de Colditz, o cuando todo el contingente neerlandés desenganchó su vagón del resto del tren sin que los alemanes se diesen cuenta. Esto último no está corroborado por ninguna fuente neerlandesa; Reid probablemente se refiere a la fuga masiva de oficiales neerlandeses desde trenes de transporte hacia el final de la guerra, cuando eran llevados desde Stanislau a Neubrandenburg
- Colditz: The Full Story (1984) : Mientras los dos primeros libros pueden leerse como narrativa de aventuras y tienen un distintivo carácter Battler Britton de liársela a los matones, este volumen toma una aproximación más analítica, cubriendo numerosos detalles suprimidos en los anteriores. Por ejemplo, Reid describe algunas de las formas en las que los prisioneros obtenían material de contrabando, y cómo los británicos se comunicaban clandestinamente con las autoridades en Londres. También detalla en profundidad cómo los reclusos descubrieron la ruta Singen, así como algunas tensiones y tragedias de la Europa en guerra, como por ejemplo las tiranteces en los contingentes franceses entre Gaullistas y seguidores de Pétain.